# Aardbeienland
Het Aardbeienland is een aan de aardbei gewijd themapark in de Nederlandse gemeente Horst aan de Maas met een educatief karakter.

## Geschiedenis
In 1978 nam Hay Soberjé het aardbeienteeltbedrijf van zijn vader over. Hij besloot een winkeltje in te richten in de schuur dat aardbeien en producten met aardbeien van eigen veld verkocht. Voor bezoekers werd een deel ingericht als terras en zelfplukgebied. Daarnaast opende de familie een museum met de privéverzameling van allerlei aardbei-gerelateerde snuisterijen. De naam 'Het Aardbeienland' werd voor het eerst gebruikt in 1998.
In 2018 heeft de gemeente Horst aan de Maas het park overgenomen nadat de de familie Soberjé met pensioen ging. Vervolgens is 'Stichting Berry Promotions' opgericht om het beheer van het park te overzien.
Vanaf 2019 werd, met hulp van onderzoeksinstituut 'Delphy', vier hectare ingericht voor een onderzoekscentrum naar zacht fruit waardoor er naast aarbei ook onder andere blauwe bes, framboos, en braam wordt geteeld. Het doel is om een educatief centrum op te richten naast het parkdeel.
Door het nieuwe beleid werd het terrein anders ingedeeld. De helft van het terrein is bestemd voor onderzoeksfaciliteiten en educatieve doeleinden. Het park werd verkleind tot ongeveer drie hectare. Er kwam zo ruimte vrij voor een sportcentrum, een paviljoen met restaurant en een sapfabriek. Stichting Joutou Sportzorgcentrum biedt er dagbesteding aan allerlei doelgroepen.
In 2022 zijn investeringen aangekondigd die het mogelijk maken om het park te renoveren. Sinds april 2023 wordt het park gerund door de familie Nijland.